# Topaas
Topaas is een mineraal dat als edelsteen wordt gebruikt. Het is een hydroxy- en fluor-houdend aluminium-nesosilicaat met de chemische formule AI2SiO4(OH,F)2.

## Vorm
Topaas heeft een orthorombisch kristalstelsel. Het kristalliseert in een prismatische vorm met een ruitvormig grondvlak. Deze prisma's kunnen een lengte van een meter bereiken. Als de kristalvlakken groeven hebben, wat veel voorkomt, verlopen deze met de lengterichting van het prisma mee.

## Kleur
Pure topaas is transparant en kleurloos, maar door verontreinigingen kan het in veel verschillende kleuren voorkomen, vooral strogeel tot bruin, lichtblauw of roze. Veel topazen krijgen hun blauwe of roze kleur kunstmatig, door ze te verhitten.
Mystieke topaas (mystic topaz) is geen kleurvariant, maar een topaas die met een dunne filmlaag gecoat is waardoor een regenboogeffect ontstaat.

## Voorkomen
Saksen was in de 18de eeuw een belangrijke leverancier van (gele) topazen: deze zogenoemde Saksische diamanten werden gewonnen in het Vogtland, waar de Schneckenstein grotendeels werd afgegraven.
Topaas komt voor in de zandfractie van Nederlandse Kwartaire riviersedimenten. Het is onder andere een karakteristiek element van zanden van de Noordwest-Duitse rivieren (bijvoorbeeld voorlopers van de Wezer). In de zware-mineraalanalyse zoals dat in Nederland bij de Rijks Geologische Dienst gedurende de tweede helft van de twintigste eeuw plaatsvond, wordt het mineraal ingedeeld bij de zogenoemde stabiele groep.

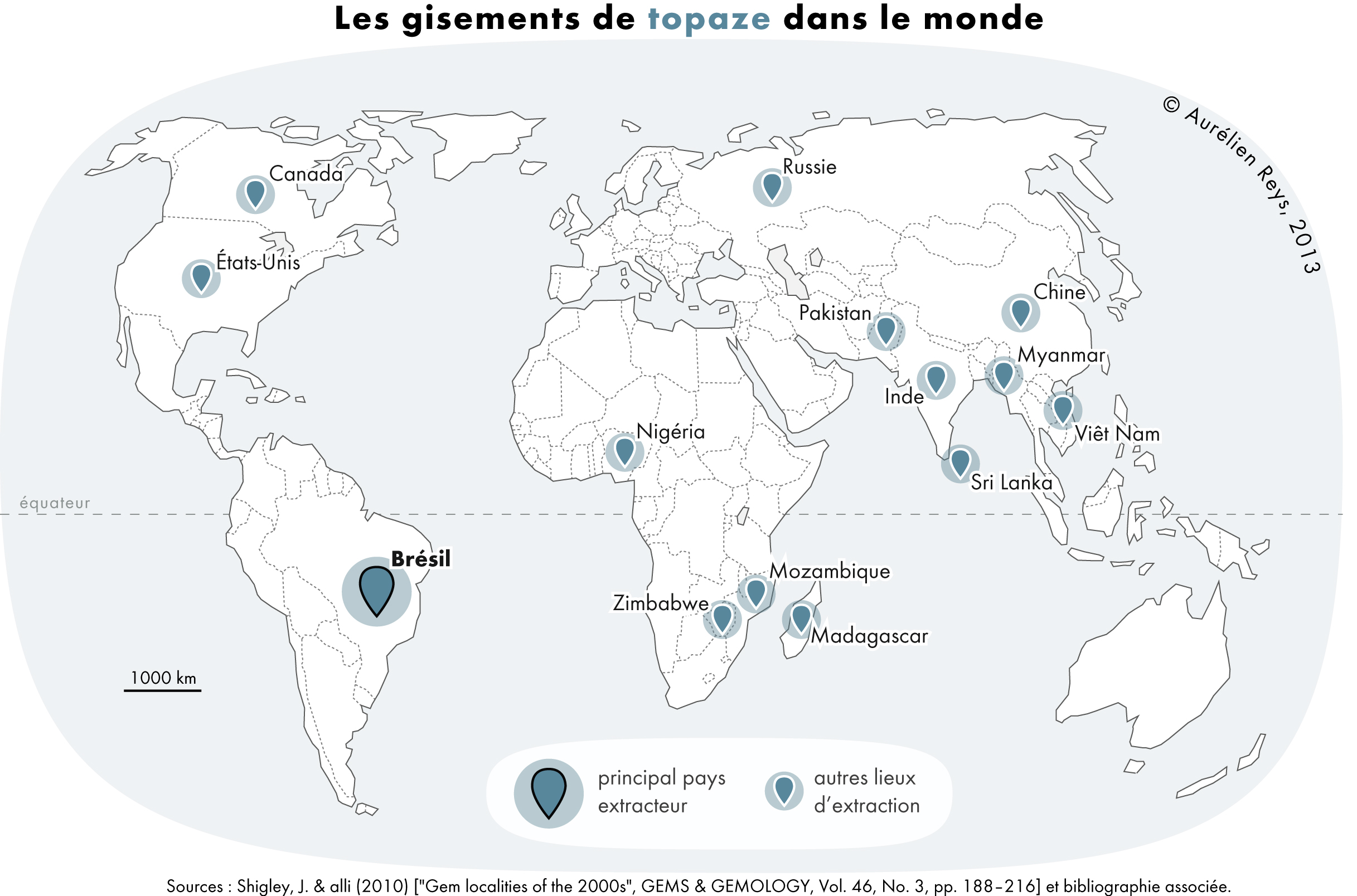
Belangrijkste topaas producerende landen

## Geschiedenis en gebruik

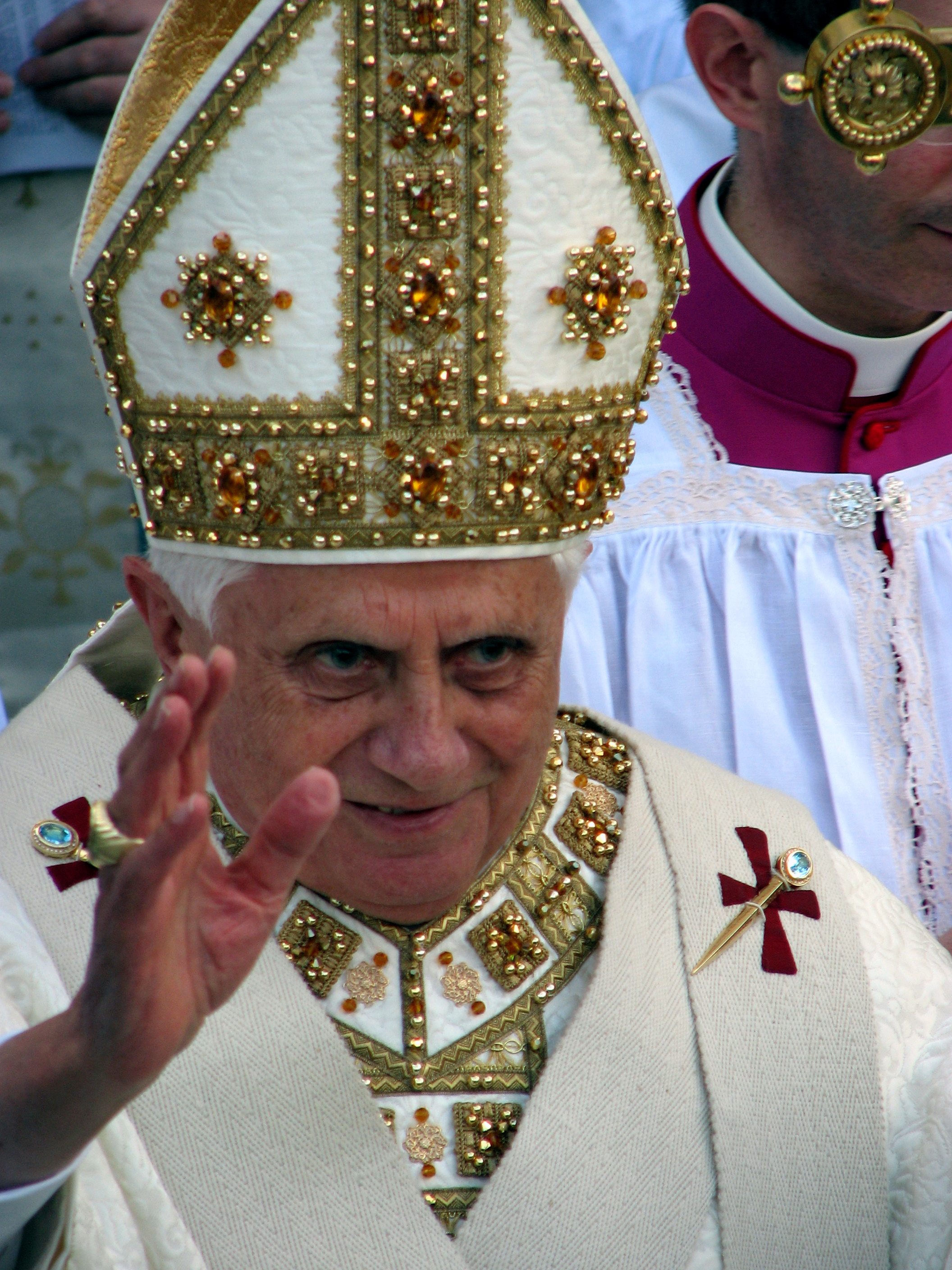
De Mitra preciosa van de paus, geborduurd met edelstenen (topaas) en parels

De naam van de steen is te herleiden tot het Grieks. Plinius de Oudere voerde de naam terug op een legendarisch eiland Topazius in de Rode Zee, waarvan de identiteit onzeker is, evenals de precieze aard van de stenen die ervandaan kwamen. De aanduiding topaas kreeg zijn huidige betekenis pas na de middeleeuwen.
De topaas is een van de negen edelstenen in de Thaise Orde van de Negen Edelstenen. De Paus bezit een mijter, een zogenoemde mitra preciosa die met goud, topazen en parels is versierd.
Volgens de Bijbel (Openbaring 21:19-20 HSV 2004) zal het negende fundament van de nieuwe stad Jeruzalem versierd worden met topaas.
19 En de fundamenten van de muur van de stad waren met allerlei edelgesteente versierd. Het eerste fundament was jaspis, het tweede saffier, het derde chalcedon, het vierde smaragd,
20. het vijfde onyx, het zesde sardius, het zevende chrysoliet, het achtste beril, het negende topaas, het tiende chrysopraas, het elfde hyacint, het twaalfde amethist.